# Drosophila olaae
Drosophila olaae är en tvåvingeart som beskrevs av Grimshaw 1901. Drosophila olaae ingår i släktet Drosophila och familjen daggflugor.
Artens utbredningsområde är Hawaii.